# Estación Pedro II
Pedro II es una estación de la Línea 3-Roja del Metro de São Paulo. Fue inaugurada en 1979. Está ubicada en la Rua da Figueira, s/n.

## Historia

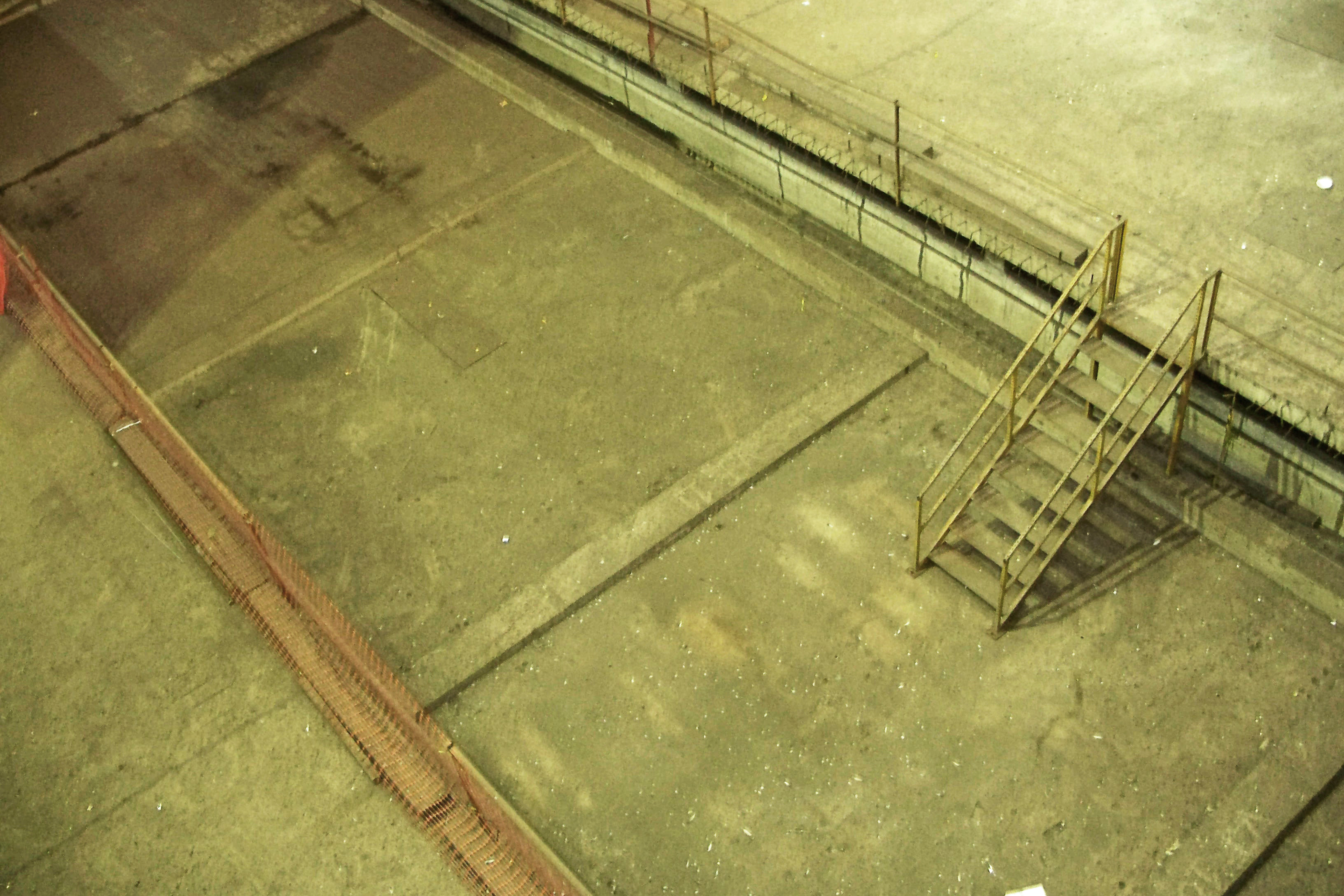
Tramo de plataforma abandonado, que serviría para la Línea Sudeste–Sudoeste, que no llegó a salir del papel.

Proyectada para ser la primera estación del ramal este de la Línea 3-Roja y estación de transferencia de la Línea Sudeste–Sudoeste (que no fue más que proyecto, pero uniría el Caxingui con Delamare), no se esperaba un volumen grande de pasajeros mientras esa línea no fuera construida. La estación fue proyectada también para estar protegida de las inundaciones que hasta entonces eran comunes en las márgenes del Río Tamanduateí, que pasa por al lado, por eso la misma fue construida por encima del nivel de la mayor inundación registrada allí. Las paredes externas no fueron impermeabilizadas, debido al uso de un concreto especial, clasificado por los ingenieros de "importante innovación". El entorno de la estación debería haberse vuelto un parque similar al Parque Trianon, en la región de la Avenida Paulista.
Más allá de que el tramo Sé–Brás haya sido inaugurado en marzo de 1979, la estación Pedro II siguió en obras hasta mediados de 1980, con los trenes pasando por allí sin hacer paradas.

## Características
Estación con piso de distribución en el nivel de la calle, sobre plataformas laterales elevadas, estructura en concreto aparente y techado espacial metálico entrelazado. Posee acceso para portadores de discapacidades físicas. En su entrepiso, posee claraboya que permite la vista de lo que sería la plataforma de la estación que allí sería instalada de la Línea Sudeste–Sudoeste, que, después de revisada, vino a convertirse en la Línea 4 - Amarilla. Tiene capacidad de hasta veinte mil pasajeros por día y un área construida de 9.535 m², divididos en 3.300 para la Línea 3-Roja, 1.500 para el entrepiso de distribución y 4.500 para la plataforma de la línea que no se concretó.

## Tabla
| Sigla | Estación | Inauguración        | Capacidad                  | Integración                                                   | Plataformas | Posición | Comentarios                                                              |
| ----- | -------- | ------------------- | -------------------------- | ------------------------------------------------------------- | ----------- | -------- | ------------------------------------------------------------------------ |
| PDS   | Pedro II | 10 de marzo de 1979 | 20 mil pasajeros hora/pico | Terminal Parque Dom Pedro II y Expresso Tiradentes de SPTrans | Laterales   | Elevada  | Tendría conexión con la Línea Sudeste–Sudoeste (actual Línea 4-Amarilla) |